# Jozef Karel Lodewijk van Oostenrijk

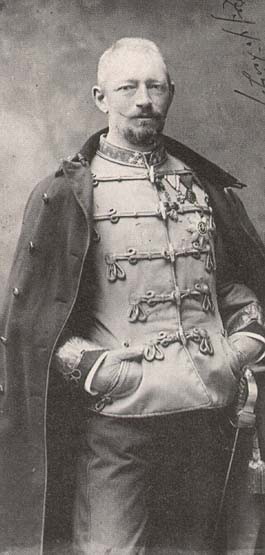
Aartshertog Jozef omstreeks 1880

Jozef Karel Lodewijk (Presburg, 2 maart 1833 – Fiume, 13 juni 1905), aartshertog van Oostenrijk, was een lid van het huis Habsburg-Lotharingen. Hij was de zoon van Jozef van Habsburg-Lotharingen en Maria Dorothea van Württemberg. 
Hij trouwde op 12 mei 1864 te Coburg met prinses Clotilde van Saksen-Coburg-Gotha, de dochter van August van Saksen-Coburg-Gotha en Clementine van Orléans. Ze kregen zeven kinderen:
- Elisabeth Clementine Clotilde (1865-1866)
- Maria Dorothea Amalie (1867-1932), trouwde met Philippe d'Orléans, Hertog van Orléans, een achterkleinzoon in mannelijke lijn van koning Lodewijk Filips van Frankrijk
- Margaretha Clementine Maria (1870-1955), trouwde met Albert I von Thurn und Taxis
- Jozef August Victor Clemens Maria (1872-1962), trouwde met Augusta Maria Louise van Beieren, de tweede dochter van Leopold van Beieren en Gisela Louise Marie van Oostenrijk
- Ladislaus Filips Marie Vincent (1875-1895)
- Elisabeth Henriette Clotilde Maria Victoria (1883-1958), ze bleef ongetrouwd
- Clotilde Maria Amalie Philomena Rainiera (1884-1903), ze stierf op jonge leeftijd en bleef ongetrouwd

Jozef had een carrière in het Oostenrijkse leger en had uiteindelijk de rang van generaal. Hij stierf op 13 juni 1905 te Fiume, thans Rijeka in Kroatië.